# Kansas City Blades
Kansas City Blades byl profesionální americký klub ledního hokeje, který sídlil v Kansas City ve státě Missouri. V letech 1990–2001 působil v profesionální soutěži International Hockey League. Blades ve své poslední sezóně v IHL skončily v základní části. Klub byl během své existence farmami celků NHL. Jmenovitě se jedná o Edmonton Oilers, Hartford Whalers, San Jose Sharks a Vancouver Canucks. Své domácí zápasy odehrával v hale Kemper Arena s kapacitou 17 513 diváků. Klubové barvy byly červená a bílá.
Jednalo se o vítěze Turner Cupu ze sezóny 1991/92.

## Úspěchy
- Vítěz Turner Cupu ( 1× )
  - 1991/92

## Přehled ligové účasti
Zdroj: 
- 1990–1992: International Hockey League (Západní divize)
- 1992–1994: International Hockey League (Středozápadní divize)
- 1994–1995: International Hockey League (Centrální divize)
- 1995–1999: International Hockey League (Středozápadní divize)
- 1999–2001: International Hockey League (Západní divize)